# Topverkopers
Topverkopers is een Nederlands televisieprogramma van de KRO uit 2009 dat door Jort Kelder wordt gepresenteerd.
In het programma strijden tien deelnemers om de titel Beste verkoper van Nederland. Per aflevering krijgen zij een of meerdere verkoopopdrachten. Degene met de hoogste omzet wint de opdracht en heeft het recht om uit de twee verliezers van de week er één naar huis te sturen.
Tijdens het programma krijgen de kandidaten die minder goed presteren tips en uitleg van ondernemer Egbert Hennen. Niet alleen de zogenaamde topverkopers leren op die manier veel bij, ook de kijker komt erachter welke trucs verkopers gebruiken om hun producten aan de klant te verkopen.

## Uitslag
| Deelnemer          | Plaats | Eliminatie door |
| ------------------ | ------ | --------------- |
| Bas Tol            | 1      | Finale          |
| Marinel van Walsum | 2      | Finale          |
| Yilgor Mavru       | 3      | Finale          |
| Mickeal van Melis  | 4      | Marinel         |
| Hans               | 5      | Bas             |
| Dion Nicolai       | 6      | Bas             |
| Esmiralda          | 7      | Marinel         |
| Paul Swaan         | 8      |                 |
| Stephan Kreuk      | 9      | Bas             |
| Emmy               | 10     | Stephan         |